# Liste der Einträge im National Register of Historic Places im Shelby County (Missouri)

Lage des Shelby County in Missouri

Die Liste der Einträge im National Register of Historic Places im Shelby County in Missouri führt die Bauwerke und historischen Stätten im Shelby County auf, die in das National Register of Historic Places aufgenommen wurden.

## Legende
| NRHP | Historic Place    |
| HD   | Historic District |

## Aktuelle Einträge
| [ 3 ] | Name                     | Bild           | Eintragsdatum        | Lage                                                                                                | Ort      | Beschreibung |
| ----- | ------------------------ | -------------- | -------------------- | --------------------------------------------------------------------------------------------------- | -------- | ------------ |
| 1     | Benjamin House           | Benjamin House | 1972 ID-Nr. 72000732 | 322 South Shelby Street 39° 41′ 23″ N, 92° 2′ 47″ W                                                 | Shelbina |              |
| 2     | Bethel Historic District |                | 1970 ID-Nr. 70000350 | Abgegrenzt durch Liberty Street, King Street, 1st Street und 4th Street 39° 52′ 42″ N, 92° 1′ 24″ W | Bethel   |              |
| 3     | Elim                     |                | 1971 ID-Nr. 71000477 | Rund 2,5 km östlich von Bethel 39° 52′ 10″ N, 92° 0′ 10″ W                                          | Bethel   |              |
| 4     | Hebron                   |                | 1978 ID-Nr. 78001677 | Rund 1,3 km nordwestlich von Bethel 39° 53′ 23″ N, 92° 1′ 46″ W                                     | Bethel   |              |